# Axvall
Axvall is een plaats in de gemeente Skara in het landschap Västergötland en de provincie Västra Götalands län in Zweden. De plaats heeft 1175 inwoners (2005) en een oppervlakte van 111 hectare.

## Verkeer en vervoer

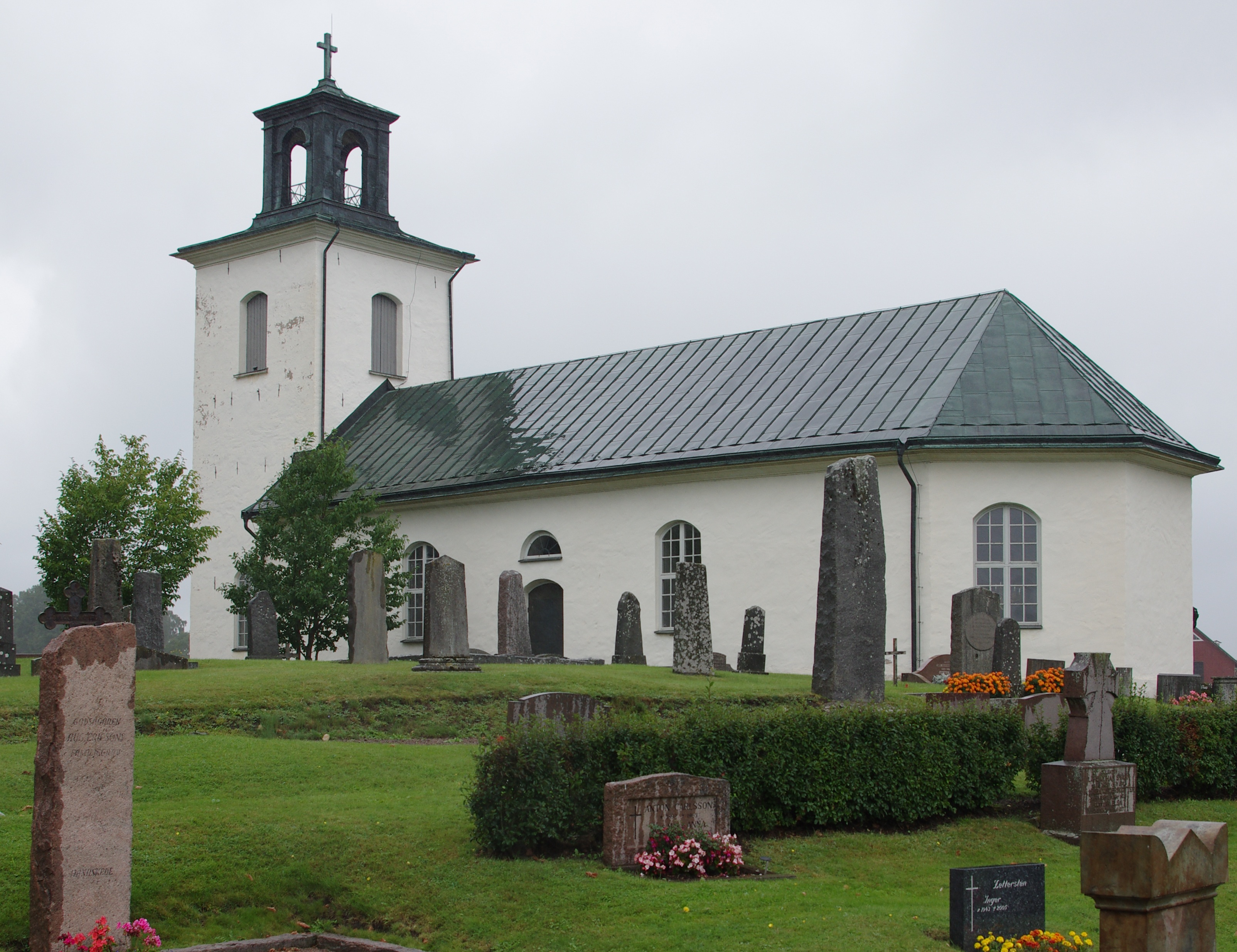

Bij de plaats loopt de Riksväg 49.